# Sloane Square
Sloane Square er en mindre plads på grænsen mellem Knightsbridge, Belgravia og Chelsea i London, England. Pladsen, der ligger 3,4 km. sydvest for Charing Cross, er en del af Hans Town, som blev anlagt af Henry Holland Snr. og Henry Holland Jnr. i 1771. Både området og pladsen er opkaldt efter Sir Hans Sloane (1660–1753), hvis efterkommere ejet området på daværende tidspunkt. Sloanes samling af kuriositeter blev starten på British Museum.
Pladsen er beliggende i den østlige ende af Kings Road og syd for Sloane Street. Dens største bygninger er stormagasinet Peter Jones og Royal Court Theatre. Undergrundsstationen Sloane Square betjenes af både Circle line og District line. Mellem pladsen og stationen løber floden Westbourne i et rør. 
I de tidlige 1980'ere opstod udtrykket Sloane Rangers som øgenavn for unge medlemmer af overklassen, der trods lav jobaktivitet tilsyneladende havde rigeligt med penge.